# Liste des œuvres de Franz Liszt (S351 à S999)

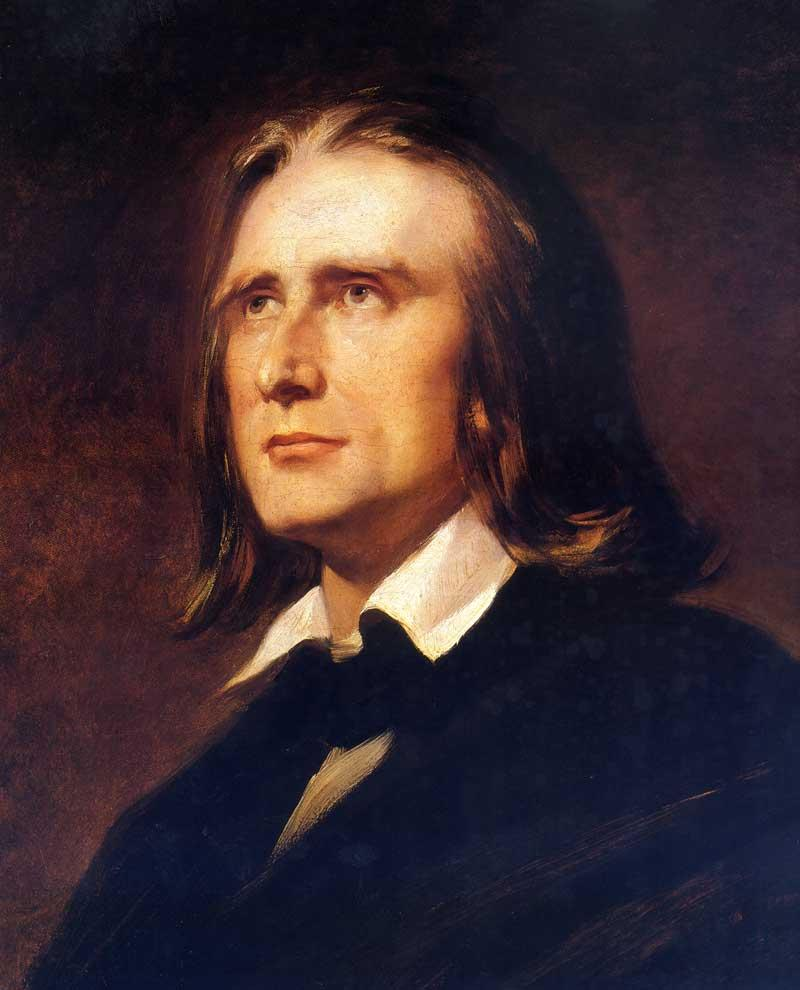
Franz Liszt

Voir aussi Liste des œuvres de Franz Liszt (S1 à S350).

## Arrangements, Transcriptions, Fantaisies, etc.

### Œuvres orchestrales

#### Bülow
- S.351, Mazurka Fantasie op. 13 (1865)

#### Cornelius
- S.352, Seconde Ouverture du Barbier de Bagdad [complété par les croquis de Cornelius] (1877)

#### Egressy et Erkel
- S.353, Szózat und Hymnus (1873)

#### Liszt
- S.354, Deux légendes (1863)
- S.355, Vexilla regis prodeunt (1864)
- S.356, Festvorspiel (1857)
- S.357, Huldigungsmarsch [première et seconde version] (1853, 1857)
- S.358, Vom Fels zum Meer. Deutscher Siegesmarsch (1860)
- S.359, 6 Rhapsodies hongroises (Versions orchestrales arrangées par Franz Liszt et Franz Doppler)
  - no 1 en fa mineur, transcription de la rhapsodie S.244/14 (version piano)
  - no 2 en ré mineur, transcription de la rhapsodie S.244/2 (version piano)
  - no 3 en ré majeur, transcription de la rhapsodie S.244/6 (version piano)
  - no 4 en ré mineur, transcription de la rhapsodie S.244/12 (version piano)
  - no 5 en mi mineur, transcription de la rhapsodie S.244/5 (version piano)
  - no 6 en ré majeur, transcription de la rhapsodie S.244/9 (version piano)
- S.360, A la chapelle Sixtine (Allegri & Mozart) [basé sur l'Ave verum corpus de Mozart et Misere de Allegri] (1862)
- S.361, Pio IX. Der Papsthymnus (ca.1863)
- S.362, Benedictus and Offertorium from the Hungarian Coronation Mass [cf S11] (1875)

#### Schubert
- S.363, 4 Marches, op. 40, 54, 121 (1859-60)

#### Zarembski
- S.364, Danses galiciennes (1881)

### Œuvres pour piano et orchestre

#### Liszt
- S.365, Grand solo de concert [préparé par Leslie Howard] (1850)
- S.365a, Concerto pathétique no 4 en sol mineur, version de Reus (1885-86)
- S.365b, Hexaméron, Morceau de concert [orchestration complété par Leslie Howard] (ca.1839)

#### Schubert
- S.366, Fantaisie Wanderer (Fantaisie en do majeur, op. 15) (1851)

#### Weber
- S.367, Polonaise brillante, op. 72 (1849)

### Lieder pour Orchestre

#### Korbay
- S.368, 2 lieder (Le Matin de Bizet et Gebet de Geibel) (1883)

#### Liszt
- S.369, Die Lorelei (Heine) (1860)
- S.370, Mignons Lied (Kennst du dass Land) (Goethe) (1860)
- S.371, Die Vätergruft (Uhland) (1886)
- S.372, Songs from Schillers Wilhelm Tell (ca.1855)
- S.373, Jeanne d'Arc au bûcher (Dumas) ; première et seconde version (1858, 1874)
- S.374, Die drei Zigeuner (Lenau) (1860)

#### Schubert
- S.375, 6 lieder (1860)
- S.376, Die Allmacht (1871)

#### Zichy
- S.377, Der Zaubersee. Ballade (Zichy) (1884)

### Musique de Chambre etc.

#### Liszt
- S.377a, La Notte, Odes Funèbre no 2 (1864-66)
- S.378, Angelus! - Priere aux anges gardiens [première et seconde version] (1877, 1880)
- S.379, Rapsodie hongroise no 9 (Pester Karneval) (?)
- S.379a, Rapsodie hongroise no 12 (1850-59)
- S.379b, Puszta-Wehmut (A Puszta Keserve) (ca.1871)
- S.380, O du mein holder Abendstern from Tannhäuser (Wagner) (1852)
- S.381, Benedictus and Offertorium from the Hungarian Coronation Mass [à partir de S11] (1862)
- S.381a, Ungarns Gott. A magyarok Istene (Petőfi) (1882)
- S.382, Die Zelle im Nonnenwerth (ca.1880-86)
- S.383, Die drei Zigeuner (Lenau) (1864)

### Œuvres pour piano seul

#### Paraphrases, transcriptions, etc.

##### Abranyi
- S.383a, Elaboration on Virag dál (1881)

##### Alabieff
- S.384, Mazurka pour piano composée par un amateur de St. Petersbourg (1842)
- S.384a, Variations de Tiszántúli azép leány [anonyme] (1846)

##### Auber
- S.385, Grande Fantaisie sur la Tyrolienne de l'opera La Fiancée [première, seconde et troisième version] (1829, 1842, 1842)
- S.385a, Mélodie Tyrolienne  (b.1856)
- S.386, Tarantelle di bravura dàprès la Tarantelle de La Muette de Portici [original/version de Sophie Menter] (1846, 1869)
- S.387, Trois pièces sur un thème d'Auber [avec introduction] (a.1846)
- S.387a, Pièce sur un thème inconnu (1847)

##### Beethoven
- S.388, Capriccio alla turca sur des motifs de Beethoven (Ruines d'Athènes) (1846)
- S.388a, Marche turque des Ruines d'Athenes (1846)
- S.388b, Fantasie über Beethoven's Ruinen von Athen [première version] (1837)
- S.389, Fantasie über Beethoven's Ruinen von Athen [seconde version] (1852)
- S.389a, Cadence pour le 1er mouvement du Concerto no 3 pour piano (1879)

##### Bellini
- S.390, Reminiscences des Puritains [première/seconde version] (1836, 1837)
- S.391, I Puritani. Introduction and Polonaise (1840)
- S.392, Hexaméron, Morceau de Concert (1837)
- S.393, Fantaisie sur des motifs favoris de l'opéra La Sonnambula [première/seconde/troisième version] (1839, 1840-41, 1874)
- S.394, Réminiscences de Norma (1841)

##### Berlioz
- S.395, L'Idée fixe: Andate amoroso [première et seconde version] (1833 ?, 1865)
- S.396, Benediction et Serment de Benvenuto Cellini (1852)

##### Donizetti, Gaetano
- S.397, Réminiscences de Lucia di Lammermoor (ca.1835-36)
- S.398, Marche Funebre et Cavatine de Lucie de Lammermoor (ca.1835-36)
- S.399, Nuit d'Été à Pausilippe [3 pièces] (1839)
- S.399a, Lucrezia Borgia - Grande fantaisie [première version de S400ii] (1840)
- S.400, Réminiscences de Lucrezia Borgia [première et seconde version] 1840
- S.401, Valse a capriccio sur deux motifs de Lucrezia et Parisina [première version de S214/3] (1842)
- S.402, Marche funèbre de Dom Sébastien (1844)

##### Donizetti, Giuseppe
- S.403, Marche pour le Sultan Abdul Medjid-Khan [première version simplifiée] (1847, 1848)

##### Duke Ernst
- S.404, Halloh! Jagdchor und Steyrer de l’opéra Tony (1849)

##### Erkel, Franz
- S.405, Schwanengesang and March from Hunyadi Laszlo (1847)

##### Festetics
- S.405a, Pásztor Lakodalmus Variations - Mélodies hongroises [élaboration par Liszt] (1858)

##### Glinka
- S.406, Tscherkessenmarsch from Ruslan i Lyudmila [première/seconde version] (1843, 1875)

##### Gounod
- S.407, Valse de l'opéra Faust (b.1861)
- S.408, Les Sabéennes. Berceuse de l'opéra La Reine de Saba (1861)
- S.409, Les Adieux. Rêverie sur un motif de l'opéra Romeo et Juliette (1867)

##### Halévy
- S.409a, Réminiscences de La Juive (1835)

##### Mendelssohn
- S.410, Hochzeitmarsch und Elfenreigen aus dem Sommernachtstraum (1849-50)

##### Mercadante
- S.411, Soirée italienne. Six amusements (1838)

##### Meyerbeer
- S.412, Réminiscences des Huguenots - Grande fantaisie dramatique [première/seconde version] (1836, 1842)
- S.412a, Réminiscences de Robert le Diable - Cavatine (1846 ?)
- S.413, Réminiscences de Robert le Diable - Valse infernale (1846)
- S.414, Illustrations du Prophète [3 pièces, 4th=S624] 1849-50
- S.415, Illustrations de l'Africaine [2 pièces] 1865
- S.416, Le Moine (1841)

##### Mosonyi, Michael
- S.417, Fantaisie sur l'opéra hongrois Szép Ilonka (1865)

##### Mozart
- S.418, Réminiscences de Don Juan (1841)

##### Pacini
- S.419, Divertissement sur la cavatine « I tuoi frequenti palpiti » (1835-36)

##### Paganini
- S.420, Grande Fantaisie de bravoure sur La Clochette (1831-32)

##### Raff
- S.421, Andante Finale et Marche de l’opéra Köning Alfred [2 pièces] (1853)

##### Rossini
- S.421a, Introduction et Variations sur le « Siège de Corinth » [introduction seulement] (1835-36)
- S.422, Première grande fantaisie (Soirées musicales) [première et seconde version] (1835-36, 1836)
- S.422i, La serenate e l'orgia - Première grande fantaisie (Soirées musicales) [première et seconde version] (1836)
- S.423, Deuxième grande fantaisie (Soirées musicales) (1835-36)
- S.424, Soirées musicales [12 pièces] (1837)

##### Schubert
- S.425, Mélodies hongroises [3 pièces] (1838-39)
- S.425a, Mélodies hongroises [version revisitée] (1846)
- S.426, Marches de Schubert  [3 pièces] (1846)
- S.426a, Marche militaire (ca.1870)
- S.427, Soirées de Vienne [9 pièces] (1852)

##### Sorriano
- S.428, Feuille morte. Elégie d'après Sorriano (1844-45)

##### Tchaikovsky
- S.429, Polonaise from Eugene Onegin (1879)

##### Végh, Janos
- S.430, Valse de concert (1882-83)

##### Verdi
- S.431, Salve Maria de Jerusalem from I Lombardi [première/deuxième version] (1848, 1882)
- S.431a, Ernani - Première paraphrase de concert (1847)
- S.432, Ernani - Paraphrase de concert no 2 [première/deuxième version] (b.1849, 1860)
- S.433, Miserere du Trovatore (1860)
- S.434, Rigoletto Paraphrase de Concert (1859)
- S.435, Don Carlos Coro e Marcia funebre (1867-68)
- S.436, Aida Danza sacra e duetto finale (1867-68)
- S.437, Agnus Dei (1877)
- S.438, Réminiscences de Boccanegra (1882)

##### Wagner
- S.439, Phantasiestück über Motive aus Rienzi (1859)
- S.440, Spinnerlied aus Der fliegende Holländer (1860)
- S.441, Ballade aus Der fliegende Holländer (1872)
- S.442, Ouvertüre zu R. Wagners Tannhäuser (1848)
- S.443, Pilgerchor aus Tannhäuser [first/second version] (1861, 1885)
- S.444, O du mein holder Abendstern aus Tannhäuser (1848)
- S.445, Zwei stücke aus Tannhäuser und Lohengrin (1852)
- S.446, Aus Lohengrin [3 pièces] (1854)
- S.447, Isoldens Liebestod aus Tristan und Isolde [first/revised version] (1867, ?)
- S.448, Am stillen Herd aus Die Meistersinger (1871)
- S.449, Walhall aus Der Ring des Nibelungen (1875)
- S.450, Feierlicher Marsch zum heiligen Graal aus Parsifal (1882)

##### Weber
- S.451, Freischütz-Fantasie (1840-41)
- S.452, Leyer und Schwert [4 pièces] (1848)
- S.453, Einsam bin ich, nicht alleine, tiré de Preciosa (1848)
- S.454, Schlummerlied mit Arabesken (1848)
- S.455, Polonaise brillante (1851)

##### Zichy
- S.456, Valse d'Adele (1877)

##### Unknown
- S.458, Fantasy on Il Giuramento (Mercadante) (1836-37)
- S.460, Kavallerie-Geschwindmarsch [anonymous] (?)

#### Partitions de Piano, Transcriptions, etc.

##### Allegri and Mozart
- S.461, A la chapelle Sixtine [first/second version] (1862, ?)
- S.461a, Ave verum corpus, K. 461 (1862)

##### Bach
- S.462, Sechs Praeludien und Fugen für orgel [6 pieces] (1842-50)
- S.462a, Halloh! Jagdchor und Steyrer (Duke Ernst's 'Tony') (1849)
- S.463, Organ Fantasy and Fugue in G minor [first/second version] (1860, ?)

##### Beethoven
- S.463a, Symphonie no 5 [première version] (1837)
- S.463b, Symphonie no 6 [première version] (1837)
- S.463c, Symphonie no 6 [seconde version. 5e mouvement alternatif] (1863-64)
- S.463d, Symphonie no 7 [première version] (1837)
- S.463e, Marche funèbre [Symphonie « Héroïque » de Beethoven, première version] (1843)
- S.464, Symphonies de Beethoven [9 pièces] (1863-64)
- S.465, Grand Septuor, op. 20 (1841)
- S.466, Adelaïde [troisième version] (1847)
- S.466a, Adelaïde [première version] (1839)
- S.466b, Adelaïde [seconde version] (1841)
- S.467, Sechs Geistlicher Lieder (Gellert) [6 pieces] (1840)
- S.468, Sechs Lieder von Goethe [6 pieces] (b.1849)
- S.469, An die ferne Geliebte - Liederkreis [6 pieces] (1849)

##### Berlioz
- S.470, Symphonie fantastique (1833)
- S.471, Ouverture des Francs-Juges (1833)
- S.472, Harold en Italie (avec alto) (1836)
- S.473, Marche des Pèlerins d'Harold en Italie [première/deuxième version] (1837, 1862)
- S.474, Le Roi Lear (1837)
- S.475, Valse des Sylphes de La Damnation de Faust (1860)

##### Bertin, Louise
- S.476, Esmeralda (Opera en 4 actes) (1837)
- S.477, Air chanté par Massol - 'Esmeralda' (Bertin) (1837)
- S.477a, 3 pièces d' 'Esmeralda' (Bertin) (1837 ?)

##### Bulhakov
- S.478, Russischer Galopp [first/second version] (1843, 1843)

##### von Bülow
- S.479, Dante's Sonnett - Tanto gentile e tanto onesta (1874)

##### Chopin
- S.480, Six Chants polonais, op. 74 [6 pièces] (1847-60)
  - Mädchens Wunsch
  - Frühling
  - Das Ringlein
  - Bacchanal
  - Meine Freuden
  - Die Heimkehr

##### Conradi
- S.481, Zigeunerpolka (1847 ?)

##### Cui
- S.482, Tarantella (1885)

##### Dargomyschsky
- S.483, Tarantella (1879)

##### David, Ferdinand
- S.484, Bunte Reihe, op. 30 [24 pièces] (1850)

##### Dessauer
- S.485, Drei Lieder (1846)

##### Ernst, Duke
- S.485b, Die Gräberinsel (1842)

##### Egressy and Erkel
- S.486, Szózat und Hymnus (1873)

##### Festetics
- S.487, Spanisches Ständchen 1846

##### Franz
- S.488, Er ist gekommen in Sturm und Regen 1848
- S.489, Zwölf Lieder [12 pieces] (1848)

##### Goldschmidt
- S.490, Liebesszene und Fortunas Kugel (1880)

##### Gounod
- S.491, Hymne à Sainte Cécile (1866)

##### Herbeck
- S.492, Tanzmomente [8 pièces] (1869)

##### Hummel
- S.493, Grosses Septett, op. 74 (1848)

##### Lassen
- S.494, Löse, Himmel, meine Seele [première/seconde  version] (1861, 1872)
- S.495, Ich weil' in tiefer Einsamkeit (1872)
- S.496, Hebbel's Nibelungen & Goethe's Faust [4 pièces] (1878-79)
- S.497, Symphonisches Zwischenspiel ('Über allen Zauber Liebe') (ca.1882-83)

##### Lessmann
- S.498, Drei Lieder, « Tannhäuser » (1882 ?)

##### Liszt
- S.498a, Drei Stücke aus der heilige Elisabeth (1857-62)
- S.498b, Zwei Orchesterstücke aus Christus (1862-66)
- S.498c, San Francesco - Preludio (1862-66)
- S.499, Cantico del Sol di San Francesco d'Assisi (1881)
- S.499a, San Francesco - Preludio per il Cantico del Sol (1880)
- S.500, Excelsior! - Preludio (1875)
- S.501, Benedictus und Offertorium (Missa Coronationalis) (1867)
- S.502, Weihnachtslied II (1864)
- S.503, Slavimo Slavno Slaveni! (1863)
- S.504, Ave Maria II (en ré) [première/seconde version en ré bémol] (1870, 1873)
- S.504a, Via Crucis [15 pieces] (1878-79)
- S.504b, Choräle [11 pièces] (1878-79)
- S.505, Zum Haus des Herrn (In domum Domini ibimus) (1884)
- S.506, Ave maris stella (1868)
- S.507, Klavierstück aus der Bonn Beethoven-Cantata (?)
- S.507a, Schnitterchor (Pastorale - Schnitterchor aus Prometheus) (1850)
- S.508, Pastorale. Schnitterchor aus dem Entfesselten Prometheus (1861)
- S.509, Gaudeamus igitur - Humoreske (1870)
- S.510, Marche héroïque (?)
- S.511, Geharnischte Lieder [3 pièces] (1861)
- S.511a, Les Préludes, poème symphonique no 3 [arrangé par Karl Klauser, révisé par Liszt] (1863)[1],[2]
- S.511b, Orphées, poème symphonique no 4 [arrangé par Fredrich Spiro, révisé par Liszt] (1879)[3]
- S.511c, Mazeppa, poème symphonique no 6 [arrangé par Theodor Forchhammer, révisé par Liszt] (1870-79)[3]
- S.511d, Festklänge, poème symphonique no 7 [arrangé par Ludwig Stark, révisé par Liszt] (1870-79)[3]
- S.511e, Hungaria, poème symphonique no 9 [arrangé par Fredrich Spiro, révisé par Liszt] (1872)[3]
- S.512, Von der Wiege bis zum Grabe, poème symphonique no 13 (1881)
- S.513, Gretchen aus Faust-Simpfonie (b 1867)
- S.513a, Der nächtliche Zug (?)
- S.514, Erster Mephisto-Walzer (Mephisto Waltz no 1, Der Tanz in der Dorfschenke) [version originale] (1859-62)
- S.514a, Erster Mephisto-Walzer (Mephisto Waltz no 1) [avec des additions plus tard] (1859-62)
- S.515, Zweiter Mephisto-Walzer (Mephisto Waltz no 2) (1881)
- S.516, Les Morts (Trois odes funèbres no 1) (1860)
- S.516a, La notte (Trois odes funèbres no 2) (?)
- S.517, Le Triomphe funèbre du Tasse (Trois odes funèbres no 3) (1866)
- S.518, Salve Polonia (a.1863)
- S.519, Deux Polonaises de St Stanislaus (1870-79)
- S.520, Künstlerfestzug [première/seconde version] (1857-60, 1883)
- S.521, Festmarsch zur Goethejubiläumsfeier [première/seconde version] (1857, 1872)
- S.522, Festmarsch nach motiven von E.H.z.S.-C.-G (1857)
- S.523, Ungarischer Marsch zur Krönungsfeier in Ofen-Pest (1870)
- S.524, Ungarischer Sturmmarsch [première/seconde version] (?, 1875)
- S.525, Totentanz. Paraphrase sur le thème du Dies Irae (1860-65)
- S.526, Epithalam zu Eduard Reményis Vermählungsfeier (?)
- S.527, Romance oubliée (?)
- S.527bis, Romance oubliée [courte ébauche] (1880)
- S.529, Fantasie und Fuge über das Thema BACH [seconde version] (1870)
- S.530, L'Hymne du Pape. Inno del Papa. Der Papsthymnus (1864)
- S.531, Buch der Lieder I [5 pièces] (?)
- S.532, Die Lorelei (Heine) [second version] (1861)
- S.533, Il m'aimait tant (Delphine Gay) (?)
- S.534, Die Zelle in Nonnenwerth [première/seconde/quatrième version] (1841, 1857, 1880)
- S.535, Comment, disaient-ils [Buch der Lieder II] (1845 ?)
- S.536, O quand je dors [Buch der Lieder II] (1847 ?)
- S.537, Enfant, si j'étais roi [Buch der Lieder II] (1847 ?)
- S.538, S'il est un charmant gazon [Buch der Lieder II] (1847 ?)
- S.539, La tombe et la rose [Buch der Lieder II] (1847 ?)
- S.540, Gastibelza [Buch der Lieder II] (1847 ?)
- S.541, Liebesträume. Drei Notturnos (ca.1850)
- S.542, Weimars Volkslied [première/seconde version] (1857, ?)
- S.542a, Ich liebe dich (?)
- S.542b, Fanfare zur Enthüllung des Carl-Augusts Monument (?)
- S.543, Ungarns Gott. A magyarok Istene (Petőfi) [original/(S543bis, version pour la main gauche] (1881)
- S.544, Ungarisches Königslied. Magyar Király-dal (Ábrányi) (1883)
- S.545, Ave Maria IV (1881)
- S.546, Der blinde Sänger (Alexei Tolstoy) [version solo] (1878)
- S.546a, O Roma nobilis (1879)

##### Mendelssohn
- S.547, Sieben Lieder, de l'op. 19, 34, 47) [7 pièces] (1840)
- S.548, Wasserfahrt and Der Jäger Abschied (de l'opus 50) [2 pièces] (1848)

##### Meyerbeer
- S.549, Festmarsch zu Schillers 100-Jähriger Geburtsfeier (?)

##### Mozart
- S.550, Zwei Transcriptionen über Themen aus Mozart's Requiem, K. 626 [2 pièces] (1862)

##### Pezzini
- S.551, Una stella amica. Mazurka (?)

##### Raff
- S.551a, Einleitung und Coda zu Raffs Walzer in Des-dur (opus 54/1) (1880)

##### Rossini
- S.552, Ouverture de l'opéra Guillaume Tell (1838)
- S.552a, Caritas [La charité, première version] (1847)
- S.552b, La caritá [La charité, version simplifiée] (1847)
- S.553, Deux Transcriptions [2 pièces] (1847)

##### Rubinstein
- S.554, Zwei Lieder [2 pièces] (1880)
- S.554a, Einleitung und Coda sur des notes fausses (1880)

##### Saint-Saëns
- S.555, Danse macabre, op. 40 (1876)

##### Schubert
- S.556, Die Rose (Heideröslein) [première/intermédiaire/seconde version] (1835, ca.1837, ?)
- S.557, Lob der Tränen (1837)
- S.557a, Erlkönig [première version] (?)
- S.557b, Meeresstille [première version] (?)
- S.557b/bis, Meeresstille [première version, ossia] (?)
- S.557c, Frühlingsglaube [première version] (?)
- S.557d, Ave Maria (Ellens dritter Gesang) [première version] (?)
- S.558, 12 Lieder (1835-37)
- S.558bis, 12 Lieder [revised versions of nos 3, 4, 7, 8, 9, 11] (ca.1839)
- S.559, Der Gondelfahrer, op.28 (1838)
- S.559a, Sérénade [Ständchen, première version] (?)
- S.560, Schwanengesang [14 pièces] (1838-39)
- S.560bis, Schwanengesang [14 pièces, alternative versions] (ca.1839)
- S.561, Winterreise [12 pièces] (1839)
- S.561, Winterreise [alternative versions of nos. 2, 3, 7, 10,] (ca.1839)
- S.562, Geistliche Lieder [4 pièces] (1840)
- S.563, Sechs Melodien [6 pièces, la première par Weyrauch] (1846)
- S.564, Die Forelle [seconde version] (1846)
- S.565, Six Mélodies favorites de La belle meunière [6 pièces] (1846)
- S.565bis, Müllerlieder [6 pièces, versions révisées] (ca.1879)
- S.565a, Wandererfantasie (Große Fantasie en C-Dur) (ca.1868)
- S.565b, Impromptus de Schubert [2 pièces, op. 90/2-3] (ca.1868)

##### Schumann
- S.566, Widmung, Liebeslied (1848)
- S.566a, Widmung, Liebeslied [short draft] (1848)
- S.567, An den Sonnenschein, Rotes Röslein (1848)
- S.568, Frühlingsnacht (Überm Garten durch die Lüfte) (1848)
- S.569, Zehn Lieder von Robert und Clara Schumann [10 pieces] (1848)
- S.570, Provençalisches Minnelied (1881)

##### Spohr
- S.570a, Einleitung und Coda zu Smetanas Polka (de salon, opus 7/1) (1880)
- S.571, Die Rose aus Zemire und Azor (1876)

##### Tausig
- S.571a, Einleitung und Schlußtakte zu Tausigs dritter Valse-Caprice (1880)

##### Szabady and Massenet
- S.572, Revive Szegedin (1879)

##### Széchényi, Count Imre
- S.573, Bevezetés és magyar indulò (1872)

##### Tirindelli
- S.573a, Seconda mazurka variata (1880)

##### Weber
- S.574, Ouverture Oberon (1843)
- S.575, Ouverture Der Freischütz (1846)
- S.576, Jubelouverture (1846)
- S.576a,  Konzertstück, op. 79 (ca.1868)

##### Wielhorsky, Count Michael
- S.577, Lyubila ya [first/second version] (1843, ?)

### Œuvres de piano pour quatre mains

#### Field
- S.577a, 11 Nocturnes nos 1-9, 14, 18 et « Nocturne Pastorale in E » (?)

#### Liszt
- S.578, 4 Pieces from St. Elisabeth (1862)
- S.579, Christus Oratorio 4th and 5th section (?)
- S.580, Excelsior! - Preludio (?)
- S.581, Benedictus and Offertorium from the Hungarian Coronation Mass (1869)
- S.582, O Lamm Gottes, unschuldig (1878-79)
- S.583, Via Crucis (?)
- S.584, Festkantate zur Enthüllung des Beethoven-Denkmals in Bonn (1845)
- S.585, Pastorale. Schnitterchor aus dem Entfesselten Prometheus (1861)
- S.586, Gaudeamus igitur. Humoreske (1870)
- S.587, Marche héroïque (?)
- S.588, Weimars Volkslied (Cornelius) (1857)
- S.589, Ce qu'on entend sur la montagne (Poème symphonique no 1) (1874)
- S.590, Tasso, Lamento e Trionfo (Poème symphonique no 2) (1858)
- S.591, Les Préludes (Poème symphonique no 3) (ca.1858)
- S.592, Orpheus (Poème symphonique no 4) (ca.1858)
- S.593, Prometheus (Poème symphonique no 5) (1858)
- S.594, Mazeppa (Poème symphonique no 6) (1874)
- S.595, Festklänge (Poème symphonique no 7) (1854-61)
- S.596, Hungaria (Poème symphonique no 9) (1874?)
- S.569a, Héroïde funèbre (Poème symphonique no 8) (ca.1877)
- S.596b, Hunnenschlacht (Poème symphonique no 11) (ca.1877)
- S.596c, Die Ideale (Poème symphonique no 12) (ca.1874-77)
- S.597, Hamlet (Poème symphonique no 10) (1874)
- S.598, Von der Wiege bis zum Grabe (Poème symphonique no 13) (From the Cradle to the Grave) (1881)
- S.599, Two episodes from Lenau's Faust 1861-62
- S.600, Mephisto Waltz no 2 (1881)
- S.601, Les Morts (Odes Funébres no 1) (1866)
- S.602, La Notte (Odes Funébres no 2) (1866)
- S.603, Le Triomphe Funèbre du Tasse (Odes Funébres no 3) (1866 ?)
- S.604, Salve Polonia (1863)
- S.605, Künstlerfestzug zur Schillerfeier (1859)
- S.606, Festmarsch zur Goethejubiläumsfeier (ca.1858)
- S.607, Festmarsch nach Motiven von E.H. zu S.-C.-G. (ca.1859)
- S.608, Rákóczy March (1870)
- S.609, Ungarischer Marsch zur Krönungsfeier in Ofen-Pest (1870)
- S.610, Ungarischer Sturmmarsch (1875)
- S.611, Epithalam (1872)
- S.612, Elégie (1874)
- S.613, Weihnachtsbaum (1876)
- S.614, Dem Andenken Petőfis (Petőfi Szellemének) (1877)
- S.615, Grande Valse di Bravura (1836)
- S.616, Grand galop chromatique (1838)
- S.617, Csárdás macabre (1882)
- S.618, Csárdás obstiné (ca.1884)
- S.618a, Vom Fels zum Meer. Deutscher Siegesmarsch (?)
- S.619, Bülow-Marsch (ca.1883)
- S.619a, Festpolonaise (1876)
- S.620, Hussitenlied (Melody by J.Krov) (1840)
- S.621, 6 Rhapsodies hongroises [à partir de la version orchestrale, S.359] (1874)
- S.622, Rhapsodie hongroise no 16 (1882)
- S.623, Rhapsodie hongroise no 18 (1885)
- S.623a, Rhapsodie hongroise no 19 (ca.1885)
- S.624, Fantasy and Fugue on the chorale Ad nos, ad salutarem undam (1850)
- S.625, L'Hymne du Pape (Der Papsthymnus) (1865)
- S.626, Ungarisches Königslied. Magyar Király-dal (Ábrányi) (1883)
- S.627, Fantaisie sur des motifs de l'opéra La Sonnambula (Bellini) (1852)
- S.628, Bénédiction et serment (Berlioz's « Benvenuto Cellini ») (1852)
- S.628a, Marche et cavatine (Donizetti's Lucia) (?)
- S.628b, Szózat und Hymnus (Egressy and Erkel) (1873)
- S.629, Tscherkessenmarsch (Glinka's Ruslan i Lyudmila) (1843)
- S.630, Réminiscences de Robert le Diable - Valse infernale (Meyerbeer) (1841-43)
- S.631, Andante finale und Marsch (Raff's 'König Alfred') (1853)
- S.632, 4 Marches (Schubert) (1879)
- S.633, A la chapelle Sixtine (Allegri Mozart) (1865)
- S.634, Grand Septuor (Beethoven) (1841)

#### Mozart
- S.634a, Adagio from Mozart's Die Zauberflöte (1875-81)

### Œuvres pour deux pianos

#### Liszt
- S.635, Ce qu'on entend sur la montagne (Poème symphonique no 1) (ca.1854-57)
- S.636, Tasso, Lamento e Trionfo (Poème symphonique no 2) (ca.1857)
- S.637, Les Préludes (Poème symphonique no 3) (ca.1854-56)
- S.638, Orpheus (Poème symphonique no 4) (ca.1854-56)
- S.639, Prometheus (Poème symphonique no 5) (1855-56)
- S.640, Mazeppa (Poème symphonique no 6) (1855)
- S.641, Festklänge (Poème symphonique no 7) (ca.1853-56)
- S.642, Héroide Funèbre (Poème symphonique no 8) (ca.1854-56)
- S.643, Hungaria (Poème symphonique no 9) (ca.1854-61)
- S.644, Hamlet (Poème symphonique no 10) (ca.1858-61)
- S.645, Hunnenschlacht (Poème symphonique no 11) (1857)
- S.646, Die Ideale (Poème symphonique no 12) (1857-58)
- S.647, Une symphonie Faust en trois études de caractère d’après Johann Wolfgang von Goethe (1856)
- S.648, Dante Symphonie (ca.1856-59)
- S.649, Fantasie über Beethovens Ruinen von Athen (1865)
- S.650, Concerto pour piano no 1 en mi bémol majeur (1853)
- S.651, Concerto pour piano no 2 en la majeur (1859)
- S.652, Totentanz. Paraphrase sur le Dies Irae (1859)
- S.653, Wanderer-Fantasie (a.1859)
- S.654, Hexaméron, Morceau de Concert (1837)
- S.655, Réminiscences de Norma (Bellini) (1841)
- S.656, Réminiscences de Don Juan (Mozart) (1841)
- S.657, Symphonie no 9 de Beethoven (1851)
- S.657a/1, Concerto pour piano nº 3 de Beethoven (1878)
- S.657a/2, Concerto pour piano n° 4 de Beethoven (1878)
- S.657a/3, Concerto pour piano nº 5 de Beethoven (1878)
- S.657b, Bülow-Marsch [2-pianos, 8-mains] (1884)

### Œuvres pour orgues

#### Allegri und Mozart
- S.658, Évocation à la Chapelle Sixtine (1862)

#### Arcadelt
- S.659, Ave Maria (1862)

#### Bach
- S.660, Einleitung und Fuge aus der Motette Ich hatte viel Bekümmernis und Andante Aus tiefer Not [2 pièces] (1860)
- S.661, Adagio from Bach Violin Sonata no 4 (BWV 1017) (1864)

#### Chopin
- S.662, 2 Préludes from op. 28, nos 4, 9 (1863)

#### Lassus
- S.663, Regina coeli laetare (1865)

#### Liszt
- S.664, Tu es Petrus from Christus (1867)
- S.665, San Francesco (1880)
- S.666, Excelsior! - Preludio (?)
- S.667, Offertorium from the Hungarian Coronation Mass (1867)
- S.668, Slavimo Slavno Slaveni (1863)
- S.669, Zwei Kirchenhymnen [2 pièces] (1877)
- S.670, Rosario [3 pièces] (1879)
- S.671, Zum Haus des Herrn (In domum Domini ibimus) (1884)
- S.672, Weimars Volkslied (Cornelius) (1865)
- S.672a, Orpheus, poème symphonique no 4 (après 1860)
- S.672b, Einleitung, Fuge & Magnificat aus der Symphonie zu Dante (1860)
- S.673, Weinen, Klagen' Variationen (1863)
- S.674, Ungarns Gott. A magyarok Istene (Petőfi) (1882)
- S.674a, O sacrum convivium [2 versions] (?)

#### Nicolai
- S.675, Kirchliche Festoverture (1852)

#### Wagner
- S.676, Pilgerchor from Wagner's Tannhäuser (1860)

### Orgue avec d'autres instruments
- S.677, Hosannah from Cantico del sol di San Francesco d'Assisi (pour orque et trombone) (1862)
- S.678, Offertorium and Benedictus from the Hungarian Coronation Mass (1869)
- S.679, Aria 'Cujus animam' tiré du Stabat Mater Rossini (pour orgue et trombone) (?)

### Récitations
Draeseke
- S.686, Helges Treue (Draeseke) (1860)

## Appendice

### Œuvres inachevées
- S.687, Sardanapale (Byron) [opéra, œuvre partielle, à l'état d'ébauche, 111 pages] (?)
- S.688, Oratorio - Die Legende vom heiligen Stanislaus [Choral sacré] (1873-85)
- S.688a, St Stanislaus fragment [piano quel, Library du Congress] (1880-86)
- S.689, Singe, wem Gesang gegeben [Choral laïque] (1847)
- S.690, Symphonie Révolutionnaire [inachevée, révisée en 1848] (1830)
- S.691, De Profundis [piano et orchestra, De Profundis - Psaume instrumental] (1834?)
- S.692, Concerto pour violon [only sketched] (1860)
- S.692a, Les Quatre Saisons pour quatuor à cordes (Vivaldi) (1880?)
- S.692b, Anfang einer jugendsonate [piano seul] (1825)
- S.692c, Allegro maestoso [piano seul] (1826)
- S.692d, Rákóczi-Marsch [piano seul, première version, simplifiée, inachevée] (1839)
- S.692e, Winzerchor (Prometheus) [piano seul] (1850)
- S.693, Deux marches dans le genre hongrois [piano seul, 2 pièces] (1840?)
- S.693a, Zwei Stücke aus der heilige Elisabeth [piano seul] (1862)
- S.694, Fantasie über englische Themen [piano seul] (1840?)
- S.695, Morceau en fa majeur [piano seul] (1843?)
- S.695a, Litanie de Marie [piano seul] (1847)
- S.695b, Zigeuner-Epos [piano seul, 11 pièces] (ca.1848)
- S.696, Mephisto Waltz no 4 (1884)
- S.697, Fantaisie sur des thèmes du Mariage de Figaro et du Don Giovanni de Mozart [arrangement pour piano seul] (1842)
- S.698, La Mandragore - Ballade de l'opéra Jean de Nivelle de L. Delibes [arrangement pour piano] (a.1880)
- S.699, La Notte (Odes Funèbre no 2) [arrangement pour piano seul] (1864-66)
- S.700, Grand Fantaisie (Variations) sur des thèmes de Paganini [première/seconde versions; complétées par Mezö] (1845)
- S.700a, Variations sur Le Carnaval de Venise (Paganini) [arrangement pour piano seul] (?)
- S.701, Den Felsengipfel stieg ich einst hinan [chanson] (?)
- S.701a, Allegro di bravura  [orchestre, arrangement] (ca.1830)
- S.701b, Marie-Poème [piano seul] (1837)
- S.701c, Andante sensibilissimo [piano seul] (1880-86)
- S.701d, Melodie in Dorische Tonart [piano seul] (1860)
- S.701e, Dante fragment [piano seul] (1839)
- S.701f, Glasgow fragment [piano seul] (?)
- S.701g, Polnisch - sketch [piano seul] (1870-79)
- S.701h/1, Operatic aria - and sketched variation [piano seul] (?)
- S.701h/2, Valse infernale (Meyerbeer) - theme [arrangement pour piano seul] (?)
- S.701j, Harmonie nach Rossini's Carità (La charité) [arrangement pour piano seul] (1847)
- S.701k, Korrekturblatt (to an earlier version of La lugubre gondola) [arrangement pour piano seul] (1882)

### Authenticité douteuse ou œuvre perdue

#### Œuvre sacrée pour chœurs
- S.702, Tantum Ergo (1822)
- S.703, Psalm 2 (1851)
- S.704, Requiem sur la mort de l'Empereur Maximilien du Mexique (?)
- S.705, La Création (?)
- S.706, Benedictus [authenticité douteuse] (?)
- S.707, Excelsior [arrangement, authenticité douteuse] (?)

#### Chorals laïques
- S.708, Rinaldo [authenticité douteuse] (ca.1848)

#### Œuvres orchestrales
- S.709, Salve Polonia [redécouvert, renuméroté S113] (1863)
- S.710, Marche funèbre (?)
- S.711, Csárdás macabre [arrangement] (?)
- S.712, Romance oubliée [arrangement] (?)

#### Piano et orchestre
- S.713/1, Concerto pour piano en la mineur (1825?)
- S.713/2, Concerto pour piano (1825?)
- S.714, Concerto pour piano dans le style Hongrois [par Sophie Menter, renuméroté S126a] (1885)
- S.715, Concerto pour piano dans le style Italien (?)
- S.716, Grande fantaisie symphonique [orchestral] (?)

#### Musique de chambre
- S.717, Trio (1825)
- S.718, Quintette (1825)
- S.719, Les Quatre Saisons quatuor à corde (Vivaldi) [redécouvert, renuméroté S692a]
- S.720, Allegro moderato (?)
- S.721, Prélude (?)
- S.722, La Notte (Odes Funèbre no 2) [redécouvert, renuméroté S377a] (1864-66)
- S.723, Tristia [arrangement, tiré de la Vallée d'Obermann S160/6] (1880-86 ?)
- S.723a, Postlude sur le thème d'Orpheus [arrangement] (?)

#### Piano seul
- S.724, Rondo et Fantaisie (1824)
- S.725, 3 Sonates (1825)
- S.726, Étude (?)
- S.726a, Valse (?)
- S.727, Prélude omnitonique (?)
- S.728, Sospiri (Fünf Klavierstücke) [redécouvert, renuméroté S192/5] (1879)
- S.729, [redécouvert, renuméroté 42 (?)]
- S.730, Dem Andenken Petőfis (Petőfi Szellemének) [redécouvert, renuméroté S195] (1877)
- S.731, Valse élégiaque (?)
- S.732, Valse Oubliée no 4 [redécouvert, renuméroté S215/4] (1883-84)
- S.733, Marche hongroise (in E flat minor) [redécouvert, renuméroté S233b] (1844)
- S.734, Ländler (?)
- S.735, Air cosaque (?)
- S.736, Kerepsi csárdás (?)
- S.737, 3 morceaux en style de danses anciennes hongrois (?)
- S.738, Arrangement d'un air folklorique Espagnol (?)

##### Arrangements
- S.739, Ouverture Coriolan (Beethoven) (?)
- S.740, Ouverture d'Egmont (Beethoven) (?)
- S.741, Le carnaval romain - Ouverture (Berlioz) (?)
- S.742, Duettino (Donizetti) (?)
- S.743, Choral de soldats du Faust de Gounod (?)
- S.743a, Fantaisie sur des thèmes de Guitarero de Halévy (b.1841)
- S.744, Paraphrase sur l'Acte 4 de Dom Sebastien de Kullak (?)
- S.745, Marche funèbre (?)
- S.746, Andante Maestoso (?)
- S.747, Poco adagio (de Missa Solemnis) (?)
- S.748, Ouverture de La flûte enchantée de Mozart (?)
- S.749, Preussischer Armeemarsch (Radovsky) (?)
- S.750, Siège de Corinthe, Introduction (?)
- S.751, Nonetto e Mose, Fantaisie sur des thèmes de Rossini (?)
- S.752, Gelb rollt (Rubinstein) (?)
- S.753, Alfonso und Estrella, Acte 1 (Schubert) (?)
- S.754, Seconda mazurka variata (Tirindelli) [redécouverte, renumérotée S573a] (1880)

#### Pour piano à quatre mains
- S.755, Sonate [4-Mains pour piano] (?)
- S.756, Mosonyis Grabgeleit [2-piano] (?)

#### Pour deux pianos
- S.757, La triomphe funèbre du Tasse [2-pianos] (?)

#### Orgue
- S.758, L'orgue (Herder) (?)
- S.759, Consolation [arrangement] (?)
- S.760, Cantico del sol di St. Francesco [arrangement] (?)
- S.761, Marche funèbre (Chopin) [arrangement] (?)

#### Airs
- S.762, Air de Chateaubriand (?)
- S.763, Strophes de Herlossohn (?)
- S.764, Kränze pour chant (?)
- S.765, Glöcken (Müller) (?)
- S.765a, L'aube naît (Hugo) (1842?)
- S.766, Der Papsthymnus (?)
- S.767, Excelsior (?)

#### Récitations
- S.768, Der ewige jude (Schubart) (?)

### Autres
- S.990, Fantasie et Fugue sur le choral « Ad nos, ad salutarem undam » [piano seul, arrangement] (1852)
- S.991, Waltz en La majeur [musique de chambre, arrangement] (?)
- S.993, Wartburg Lieder (Scheffel) [pièce orchestrale, arrangement] (?)
- S.994, Grand solo caractéristique à propos d'une chansonnette de Panseron [piano seul, arrangement] (ca.1830)
- S.995, Variations de bravoure sur des thèmes de Paganini [inachevé] (1845)
- S.996, Stabat Mater [piano seul] (1870-79 ?)
- S.997, 5 Variationen über Romanze aus 'Joseph' (Méhul) (ca.1834)
- S.998, Adagio en do [piano seul] (1841)
- S.999, Andante Maestoso [orgue] (?)